# جورجیو روزلی
جورجیو روزلی (انگلیسی: Giorgio Roselli؛ زادهٔ ۱ اکتبر ۱۹۵۷) بازیکن فوتبال اهل ایتالیا است.
از باشگاه‌هایی که در آن بازی کرده‌است می‌توان به باشگاه فوتبال اینتر میلان، باشگاه فوتبال آلساندریا، باشگاه فوتبال بولونیا، باشگاه فوتبال باری، باشگاه فوتبال سمپدوریا، باشگاه فوتبال دلفینو پسکارا، باشگاه فوتبال ویچنزا، و باشگاه فوتبال پرو ورچلی اشاره کرد.